# Арсеньева, Софья Александровна
Со́фья Алекса́ндровна Арсе́ньева  (в девичестве Витберг, 1840—1913) — начальница и преподаватель Арсеньевской гимназии в Москве, дочь Александра Витберга (автора первого проекта Храма Христа Спасителя).

## Биография
Софья Витберг родилась в 1840 году после возвращения отца Александра Лаврентьевича из ссылки в Вятку. В Санкт-Петербурге большое семейство жило в бедности — сначала в квартире сестры Александра Витберга, Альбертины Христины, на Песках, потом в снятой здесь же квартире — около церкви Рождества по Таврическому саду, в доме Энгельсона.
19 декабря 1851 года умирает мать — Евдокия Викторовна Пузыревская, а отца разбивает паралич. В 24 января 1855 умирает отец, Александр Витберг.
Рано потеряв родителей, Софья Александровна воспитывалась у родственников. В первом браке замужем за Казначеевым Сергеем Петровичем, во втором браке за врачом Арсеньевым Николаем Александровичем.
Начальница и преподаватель частной женской Арсеньевской гимназии на Пречистенке, д. 17, в Москве (дом Дениса Давыдова)
Скончалась 1 (14) августа 1913 года от апоплексического удара, похоронена 7 (20) августа 1913 года на кладбище при храме Рождества Пресвятой Богородицы села Луковицы (родовая вотчина Арсеньевых, в ней располагалась усадьба её второго мужа Николая Арсеньева) Алексинского уезда Тульской губернии (усадьба, храм и могила не сохранились).